# Time To Get Alone
«Time to Get Alone» es una canción escrita por Brian Wilson para la banda de rock estadounidense The Beach Boys. Fue lanzado en su álbum de 20/20 de 1969 y producido por Carl Wilson. Es un vals al estilo del pop barroco. Brian originalmente escribió y produjo la canción para la banda Redwood, que más tarde se conocería como Three Dog Night.
PopMatters llama a la canción "un sueño", justo debajo de la línea de las cuerdas plumosas de Carl -y la forma en que contrasta con el crujido del telón de fondo del vals- la disposición suntuosa en capas del coro al trabajo de producción inmaculado a la coda sin adornos (que es de la versión extendida)".

## Grabación
Brian Wilson originalmente planeó dar la canción (junto con "Darlin'") a Redwood. El grupo comenzó a grabar el 12 de octubre de 1967 mientras estaba en medio de las sesiones de Wild Honey de The Beach Boys en 1967. Los doblajes de cuerdas y cuernos se agregaron el 14 de octubre con batería y percusión el 15 de octubre. Danny Hutton relató:

Esa es la única vez que realmente me involucré, musicalmente. Si escuchas la canción, lo que está sucediendo es que, cada vez que tocas un bop, bop, bop, bop, es un tipo diferente de teclado. Es piano, clavicémbalo, piano vertical y órgano. Por lo tanto, tiene este sonido lento, pero no creo que fuera un sonido cómodo.

Y luego hay algo que suena como este sonido de guitarra grande, distorsionado y suave, y es solo un pequeño piano tocado a través de un altavoz soplado [roto] que tuve en mi casa.

Después de una sesión vocal, Brian salió de la cabina y llamó a su astrólogo, quien le dijo que estaba en un "ciclo descendente". Brian, que tenía una aversión al smog de Los Ángeles, abandonó el estudio y regresó al día siguiente con un tanque de oxígeno y máscara, tomando del tanque y corriendo en el callejón detrás del estudio.
Según Chuck Negron, debido a la falla comercial de Smiley Smile y el compromiso cada vez menor de Brian con su banda, "los otros beach boys querían los inmensos talentos de composiciones y producción de Brian usados estrictamente para mejorar sus propias carreras". Negron luego notó que habría hecho lo mismo si estuviera en la posición de The Beach Boys.
La canción fue terminada por los Beach Boys alrededor de un año después, en 1968, el 2 de octubre, el 4 de octubre y el 21 de noviembre en el estudio casero de Brian Wilson, y la sesión del 4 de octubre fue captada en una película. Algunas partes del metraje se usaron luego para un video promocional de "I Can Hear Music".